# تواریخ مصور ایوان مخوف

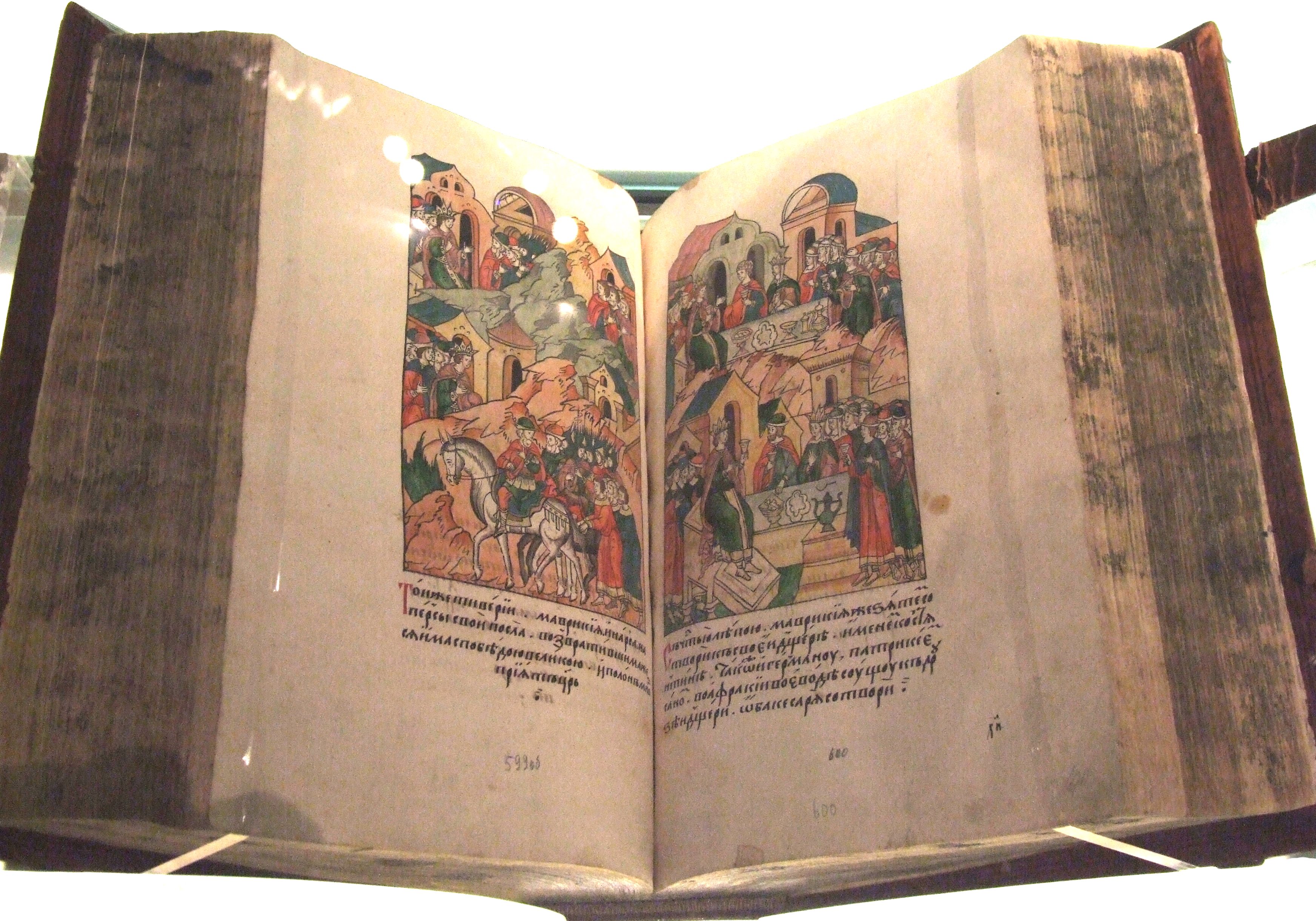
بخشی از جلد سوم تواریخ

وقایع نامه ایوان مخوف یا تواریخ مصور ایوان مخوف (Лицевой летописный свод) بزرگترین مجموعه اطلاعات تاریخی است که تاکنون در روسیه قرون وسطی جمع‌آوری شده‌است. این وقایع نامه از خلقت جهان تا سال ۱۵۶۷ را در بر می‌گیرد. این کتاب همچنین به‌طور غیررسمی به عنوان کتاب تزار (Царь-книга) شناخته می‌شود.
مجموعه این نوشته‌ها را ایوان مخوف به طور خاص برای کتابخانه سلطنتی خود سفارش داد. این وقایع نامه دارای ۱۶ هزار مینیاتور است و ۱۰ جلد دارد که از ۱۰ هزار ورق کتان تشکیل شده‌اند.

## جلدها
این مجلدات به ترتیب نسبتاً تاریخی تقسیم‌بندی شده و شامل چهار حوزه اصلی می‌شوند: تاریخ انجیلی، تاریخ رم، تاریخ بیزانس و تاریخ روسیه. جلدهای مختلف این تواریخ در موزه دولتی روسیه، کتابخانه آکادمی علوم روسیه و کتابخانه ملی روسیه قرار دارند.

## تاریخ
تصور می‌شود که این نسخه خطی بین سالهای ۱۵۶۸ تا ۱۵۷۶ ساخته شده‌است. اما کار اولیه بر روی آن از اوایل دهه ۱۵۴۰ آغاز شده‌است. ایوان مخوف این کتاب را به منظور آموزش فرزندانش و قرار گرفتن در کتابخانه سلطنتی سفارش داد. الکسی آداشف، معتمد تزار در خلق این اثر نقش داشت. 

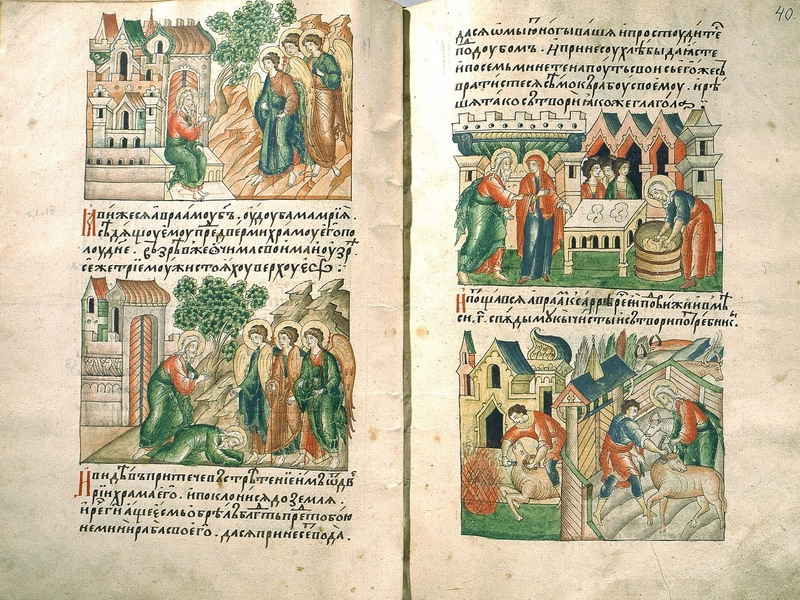
کرونیکل صورت. مقدمه دو صفحه ای با شرح داستان ابراهیم ( Gen 18 )
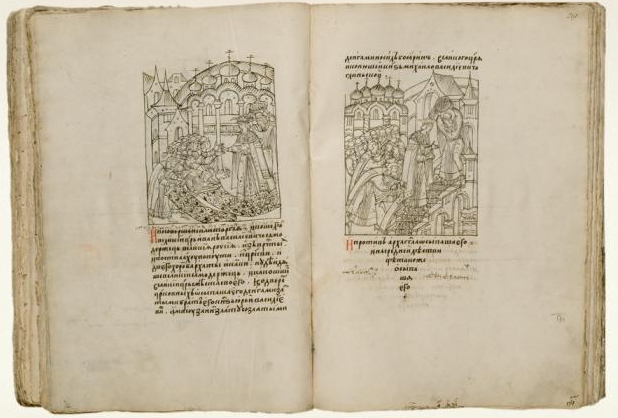
جلد رگال
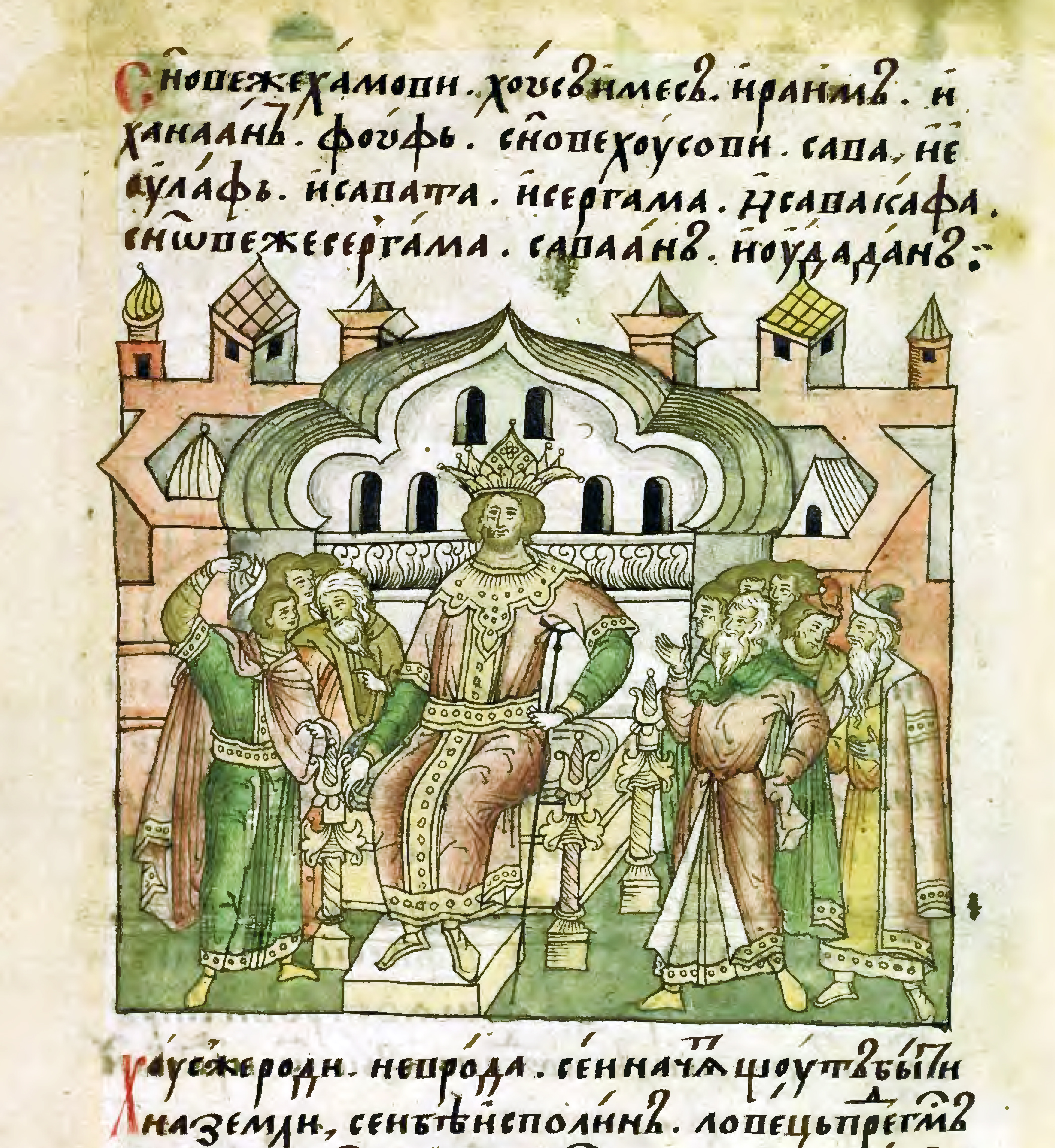
صفحه ای از تواریخ مصور ایوان مخوف
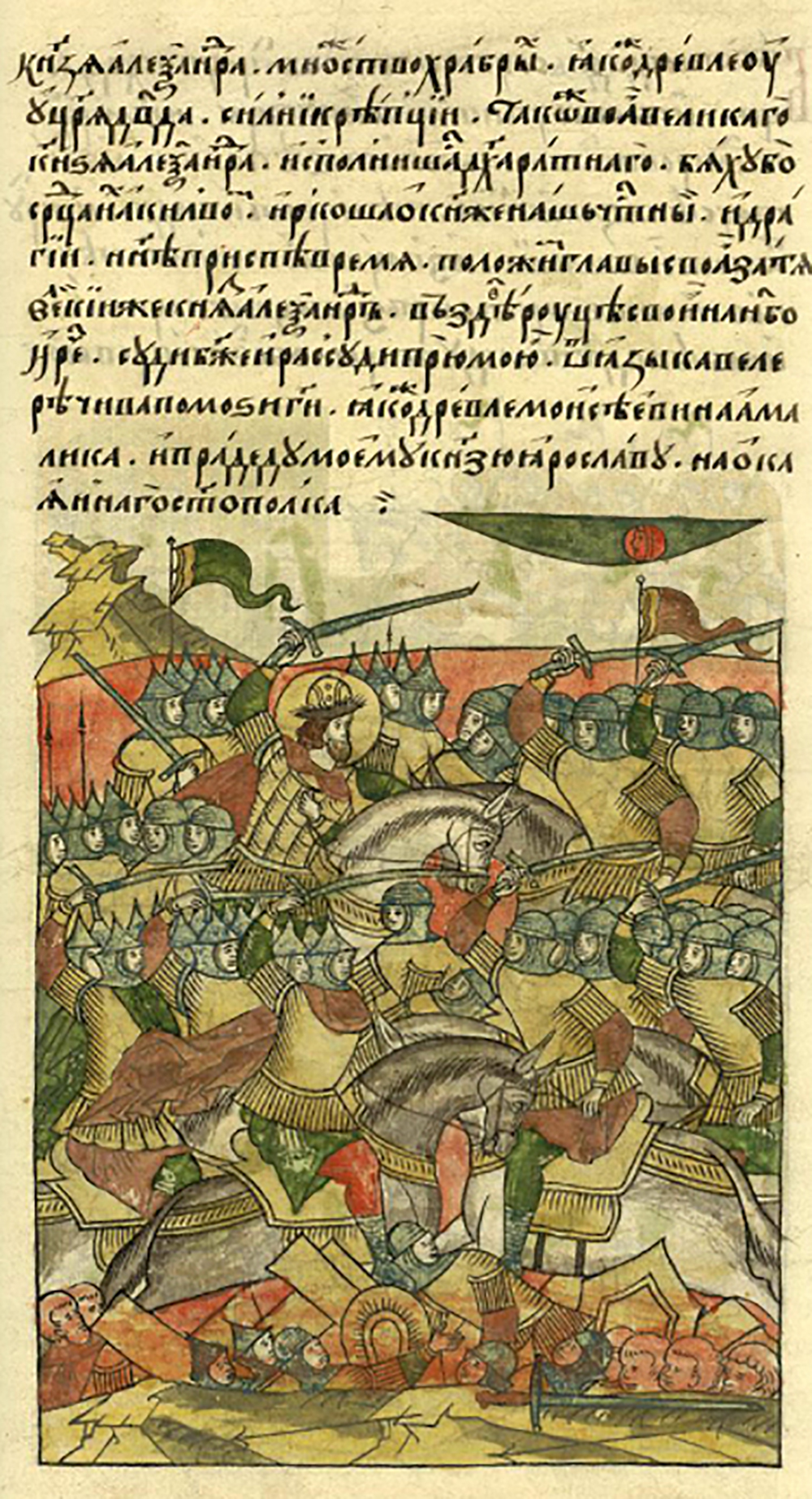
نبرد یخ